# Morten Nielsen
Morten Nielsen (Kopenhagen, 28 februari 1990) is een Deens voetballer die als aanvaller speelt. Hij is de zoon van voormalig Deens international Benny Nielsen.
Nielsen kwam op jonge leeftijd in de jeugdopleiding van Chelsea FC terecht. Begin 2009 werd hij verhuurd aan het Zweedse Landskrona BoIS waar hij debuteerde. In de zomer van 2009 nam AZ hem over van Chelsea. Na een hernieuwde verhuur aan Landskrona werd hij in de zomer van 2010 aan FC Midtjylland verkocht. In 2011 werd hij verhuurd aan FC Fredericia. Een doorbraak bleef uit en in 2012 verliet hij transfervrij de club. In januari 2013 versierde hij een contract bij Duitse derdeklasser Rot-Weiss Erfurt. Vervolgens speelde Nielsen voor BK Avarta. In 2015 speelde hij in Ierland voor Sligo Rovers. Sinds begin 2016 komt hij uit voor FC Roskilde.

## Erelijst
AZ Alkmaar
- Johan Cruijff Schaal

2009